# Diana Chelaru
Diana Maria Chelaru (Ónfalva, 1993. augusztus 15. –) világ- és Európa-bajnoki ezüst-, illetve olimpiai bronzérmes román tornász.

## Életpályája
Négyéves korában a CSM Onești klubban kezdett tornázni, ahol edzői Elena és Ioana Dragomir, valamint Octavian Teodoru voltak. 2005-ben került a juniorválogatottba, itt Aurica Nistor, Lăcrămioara és Cristian Moldovan, Carmen Bogasiu, Ingrid Istrate valamint Daniel Nistor edzették. 2008-tól a dévai felnőtt válogatott tagja.
Kedvenc szere a talaj volt.

### Juniorként
2004-ben a csapattal országos bronzérmes volt, egyéni összetettben pedig a tizenharmadik helyen végzett.
2005-ben ezüstérmes volt ugrásban, negyedik helyezett egyéni összetettben, hatodik felemás korláton és nyolcadik gerendán.
2006-ban bronzérmes volt egyéni összetettben és gerendán, negyedik helyezett ugrásban, ötödik talajon és hetedik felemás korláton.
Ugyanazon évben országos bajnok volt egyéni összetettben és ugrásban, ezüstérmes gerendán, bronzérmes a LPS "Nadia Comaneci" - CSM Onesti klub csapatával, illetve hatodik helyezett talajon a "Reménységek" korosztályban.
Részt vett a Clermont-Ferrandban 2008-ban megrendezett junior Európa-bajnokságon.

### Felnőttként

#### Országos eredmények
2007-ben országos bajnok volt ugrásban, ezüstérmes egyéni összetettben, negyedik helyezett gerendán és ötödik talajon.
2008-ban újra országos bajnok volt ugrásban, hatodik helyezett talajon, hetedik felemás korláton és nyolcadik gerendán.
2009-ben országos ezüstérmes volt egyéni összetettben, első helyezett ugrásban és talajon, ötödik felemás korláton, illetve hatodik gerendán.
2010-ben ismét országos ezüstérmes volt egyéni összetettben és talajon, ötödik helyezett felemás korláton, nyolcadik ugrásban, illetve kilencedik gerendán.
A 2012-es Román Bajnokságon az ASJ Bacau klub tagjaként országos ezüstérmes volt a csapattal.

#### Nemzetközi eredmények
Első Európa-bajnokságán 2009-ben Milánóban vett részt, ahol egyéni összetettben tizennegyedik helyen végzett.
A 2010-es Birminghamben megrendezett Európa-bajnokságon egyéniben talajon bronzérmes, ugrásban pedig a negyedik. A csapattal (Ana Porgras, Amelia Racea, Raluca Haidu) is bronzérmet szerzett, amihez ő ugrásban és talajon végrehajtott gyakorlataival járult hozzá.
A 2011-es berlini Európa-bajnokságon talajon ezüstérmet szerzett, egyéni összetettben pedig a negyedik helyen végzett.
Első világbajnokságán, 2009-ben Londonban nem sikerült helyezést elérnie.
2010-ben Rotterdámban már ezüstérmes volt talajon, továbbá ugrásban a hetedik, a csapattal (Sandra Izbașa, Ana Porgras, Raluca Haidu, Gabriela Drăgoi, Cerasela Pătrașcu) pedig negyedik helyezést érte el.
2011-ben Tokióban nem sikerült érmet szereznie, de a csapattal a negyedik, talajon pedig a nyolcadik helyen végzett.
Bár 2011 végén bejelentette visszavonulását, mégis részt vett a 2012. évi nyári olimpiai játékokon Londonban, ahol felemás korláton végzett gyakorlatával járult hozzá a román válogatott (Sandra Izbașa, Cătălina Ponor, Larisa Iordache és Diana Bulimar) bronzérmének megszerzéséhez.

### Visszavonulása után
2012 novemberében, olimpiai csapattársai közül elsőként vonult vissza hivatalosan a versenyzéstől.

## Díjak, kitüntetések
2011-ben Kiváló Sportolói címmel tüntették ki.
2012-ben a Sportolói Nemzeti Érdemrend III. osztályával tüntették ki.
Az olimpiai bronzérem megszerzése után klubja a CSM Oneşti a legjobb sportolójává választotta.